# Василитчук Андрій Миколайович
Андрі́й Микола́йович Василитчу́к (нар. 13 липня 1965, Львів, Українська РСР, СРСР) — радянський та український футболіст. Протягом кар'єри гравця виступав на позиції захисника у складі тернопільської «Ниви», дрогобицької «Галичини», львівських «Карпат» та низки інших українських, російських та польських клубів. У складі національної збірної України провів 4 поєдинки. Після завершення кар'єри працював тренером з футзалу та дитячим тренером.

## Життєпис
Андрій Василитчук народився у Львові. Вихованець львівського СКА, виступав за дублюючий склад клубу. З 1983 по 1985 рік захищав кольори аматорського клубу «Зірка» (Бердичів), згодом, після нетривалого виступу в тернопільській «Ниві», опинився в розташуванні «Спартака» (Орел), де відіграв два повноцінних сезони.
Протягом 1991–1992 років виступав у складі дрогобицької «Галичини». Влітку 1992 року повернувся до Тернополя, де доволі швидко став одним з лідерів колективу та отримав капітанську пов'язку. У 1993 та 1994 роках викликався до лав національної збірної України, у складі якої провів 4 гри. За словами самого футболіста, міг опинитися у київському «Динамо» та американському клубі «Чикаго Файр», однак з жодним з варіантів не склалося.
У 1995 році перейшов до табору львівських «Карпат», однак, провівши у Львові всього 4 місяці, отримав травму та змушений був шукати нову команду. Протягом 1996 року виступав у Росії за камишинський клуб «Енергія-Текстильник» та сочинську «Жемчужину», однак у жодному з клубів не закріпився і повернувся на Батьківщину.
Транзитом через вінницьку «Ниву» опинився у польському «Гетьмані», де виступав протягом трьох сезонів та провів більше, ніж 100 матчів.
Після повернення в Україну зайнявся популяризацією футзалу. Працював помічником тренера футзального клубу «Енергія», а у 2004 році очолив команду напередодні матчів плей-оф чемпіонату України. Згодом на громадських засадах обіймав посаду спортивного директора клубу «Лемберг», який вдалося підняти з аматорського рівня до рівня Першої ліги чемпіонату України з футзалу.
Працював дитячим тренером у СДЮШОР «Карпати», тренуючи хлопців 2002 року народження.

## Виступи за збірну
| 01. | 16.10.1993 | «Симеон Стедіум», Гай-Пойнт    | США — Україна      | 1-2 | Товариський матч | 90' |  |     |  |
| 02. | 20.10.1993 | «Джек Мерфі», Сан-Дієго        | Мексика — Україна  | 2-1 | Товариський матч | 90' |  |     |  |
| 03. | 23.10.1993 | «Гудмен Стедіум», Бетлехем     | США — Україна      | 0-1 | Товариський матч | 85' |  |     |  |
| 04. | 25.05.1994 | Республіканський стадіон, Київ | Україна — Білорусь | 3-1 | Товариський матч | 46' |  | 18' |  |

## Сім'я
- Дружина — Оксана Вахула. Побралися у 1992 році.
- Донька — Наталія (1992 р.н.).
- Син — Андрій (1997 р.н), займався футболом у СДЮШОР «Карпати», однак професійним футболістом так і не став